# Mademoiselle Âge tendre
Pour les articles homonymes, voir MAT.
Mademoiselle Âge tendre puis  Mlle Âge tendre et Âge tendre, surnommé M.A.T. est un magazine français pour les jeunes filles, lancé le 15 octobre 1964. Il cesse de paraître après son dernier numéro en décembre 1975 ; 134 numéros ont été publiés (dont six, du no 127 au no 132, sans le Mlle). Il est associé à la période yé-yé et reste représentatif de cette époque.

## Histoire

### Création

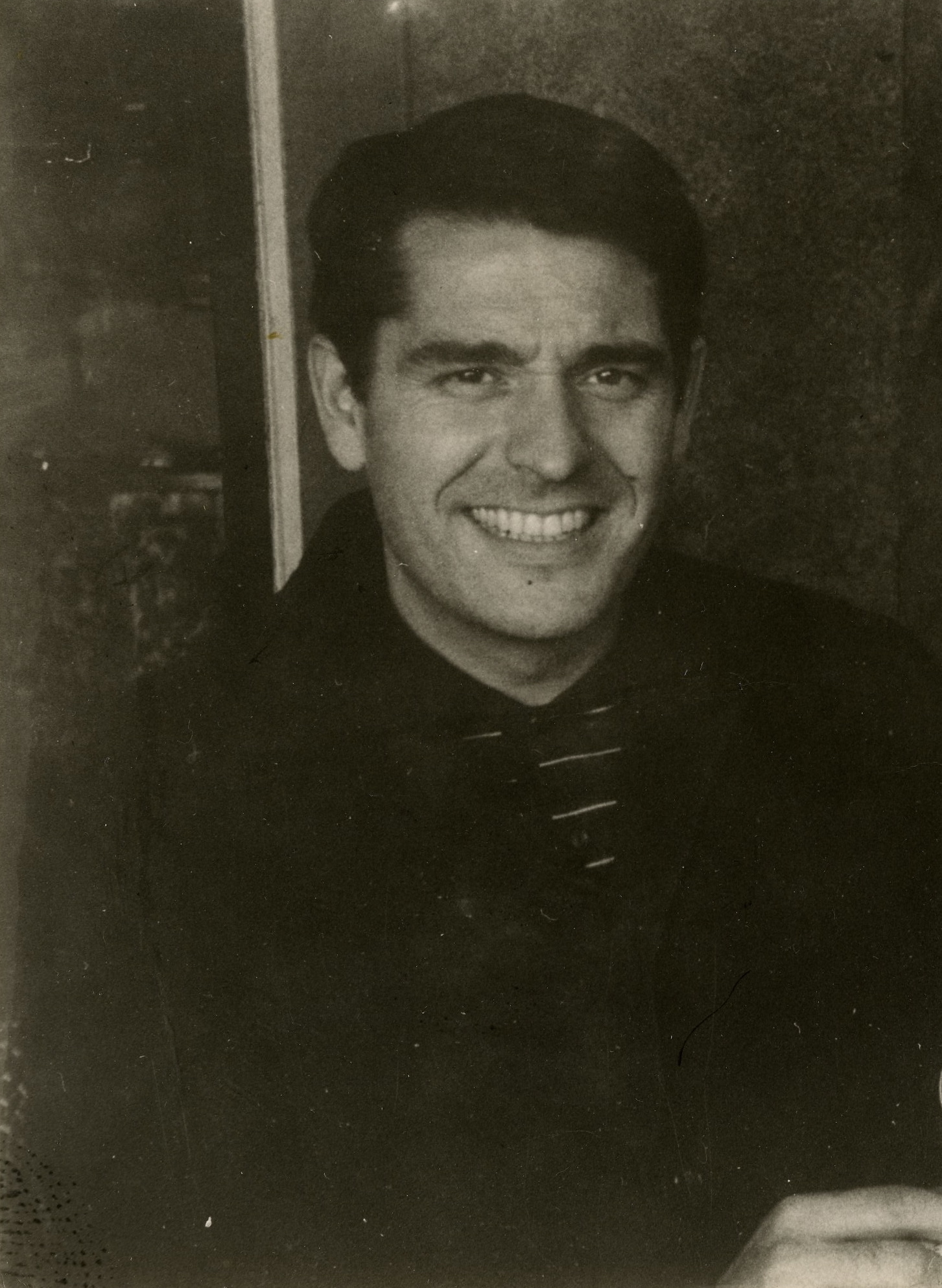
Daniel Filipacchi, en 1958.

En 1962, Daniel Filipacchi et Frank Ténot lancent le magazine pour adolescents Salut les copains (surnommé « S.L.C. »). Bien que le magazine n'a pas vocation à plaire à un public de garçons ou de filles en particulier, ils se rendent compte que les filles constituent l'essentiel du lectorat, et donc qu'un créneau éditorial pour les adolescentes existe ; ils sont d'autre part conscients que le succès de S.L.C. ne sera pas éternel et qu'il est plus pérenne de s'engager vers un créneau féminin, les jeunes filles étant considérées comme un lectorat plus fidèle. 
Fin 1964, Daniel Filipacchi rachète, dans l'idée de le transformer, le magazine Âge Tendre et Tête de bois, publication portant le nom d'une émission de télévision d'Albert Raisner. La création de M.A.T. par Daniel Filipacchi et Frank Ténot s'oriente donc au début vers les sœurs des lecteurs de S.L.C. et s'inspire librement du magazine américain Seventeen. L'originalité du magazine consiste dans le fait que ce sont les idoles yé-yés des lectrices qui présentent les différentes rubriques du magazine (beauté, mode, etc.). Le premier numéro est lancé en octobre 1964. Il s'adresse avant tout aux filles de 15 à 20 ans (la majorité étant jusqu'en 1974 fixée à 21 ans), dites « dans le vent » et se propose comme un véritable catalyseur des adolescentes, à une époque où la société de consommation des Trente Glorieuses ouvre un nouveau créneau et une visibilité aux jeunes gens ; ceux-ci s'identifient dans la musique et le style vestimentaire, souvent associés aux États-Unis. En 1962, les moins de 20 ans représentent 33,1 % de la population française, contre 33,5 % en 1968. Selon la SOFRES, à cette dernière date, les adolescents dépensent en moyenne 122,50 francs par an. Cela passe par une rénovation culturelle, tant musicale (artistes yé-yés), que cinématographique (succès de Brigitte Bardot), technique (invention du microsillon puis du transistor), chimique (développement du maquillage) ou vestimentaire. Il n'y a alors pas de concurrence, sauf celle des journaux militants catholiques ou communistes (Nous les garçons et les filles) ou des magazines pour des femmes plus âgées (Elle – qui domine ces années-là le marché de la presse féminine –, Marie-Claire ou Cosmopolitan).
Le lancement de Mademoiselle Âge tendre est exécuté avec soin. Le magazine Salut les copains présente le nouveau venu comme sa « petite sœur ». L'émission du même nom ne boude pas sa publicité : Sylvie Vartan elle-même est mise à contribution pour annoncer la nouvelle. Et Daniel Filipacchi n'hésite pas à adresser une lettre personnelle à tous les marchands de journaux français pour leur demander de mettre son magazine en bonne place.
Mais le lancement intéresse peu les publicitaires, qui n'y voient pas une manne financière, du moins jusqu'au très rapide succès du journal – (le deuxième numéro tire en effet à trois fois plus d'exemplaires que le premier. Le numéro coûte 1 franc et 50 centimes. Chantal Goya et France Gall sont promues marraines du magazine. Cette dernière fait la première couverture. Le numéro est un succès, tiré à 400 000 exemplaires. Devant cette performance, la société américaine Condé Nast intente le 3 février 1965 un procès au magazine, pour avoir utilisé sans sa permission le nom de son magazine (publié aux États-Unis). M.A.T. perd le procès et change son titre « Mademoiselle Âge Tendre » en « Mlle Âge Tendre » en juin 1968, ce qui n'enraye pas les velléités de la société Condé Nast, laquelle perd néanmoins son procès en appel et se voit refuser de se pourvoir en cassation.

### Fonctionnement du journal

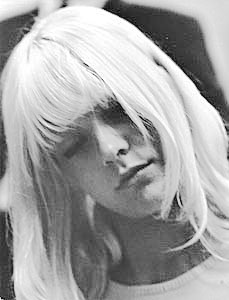
Sylvie Vartan, en 1966.

Comme l'indique Geneviève Lafosse Dauvergne dans Les années Mademoiselle Âge Tendre, « c'est bien cette proximité avec les vedettes qui fait, dès les premiers numéros, l'essence et la force du magazine. M.A.T. devient le tremplin de la génération yé-yé, mais loin de venir simplement y faire leur promo, de page en page, Sylvie Vartan, Sheila, France Gall, Françoise Hardy… mais aussi Clo-Clo ou Johnny et tous les autres sont de véritables acteurs du magazine. Présents dans toutes les rubriques, ils jouent les mannequins pour la mode, acceptent aussi de se prêter à des séances de maquillage, de coiffure […]. Ils partent comme reporters à Londres comme à New York, chroniquent d'autres artistes, donnent leurs témoignages en psycho et leurs recettes ». La rédaction est dirigée par le journaliste Guy Abitan, qui connaît nombre des personnalités yé-yés. Une jeune auteure de seize ans, Anne Braillard, est responsable du courrier des lectrices, puis de la sélection des trois nouvelles publiées chaque mois. Joëlle Roland est chargée de créer des idées pour s'habiller avec originalité et à peu de frais, Régis Pagniez s'occupe de la maquette visuelle et Just Jaeckin puis Jocelyn Cargère et Éric Colmet-Daage président à la mise en page. Les photographes Jean-Marie Périer et André Berg travaillent également pour le magazine. Anne-Marie Périer (petite sœur de Jean-Marie Périer) se charge d'abord de la rubrique beauté avant de devenir rédactrice-en-chef du magazine, la plus jeune de France.
Pour espérer rester en tête de ce nouveau marché, M.A.T. cherche surtout à éviter de tomber dans la mièvrerie, classique lorsqu'il s'agit de s'adresser aux adolescentes. Le magazine aborde ainsi tous les sujets qui peuvent intéresser l'adolescente moderne de la classe moyenne des années 1960 : la musique, la mode, les films, les livres ou les conseils pratiques. Le lectorat est fidélisé grâce à un courrier des lecteurs, des concours et l'élection de Mademoiselle Âge Tendre de l'année. L'influence du journal est réelle sur la consommation des lectrices : « Quand un vêtement passait sur Johnny ou Françoise Hardy… le samedi qui suivait la parution, la boutique ne désemplissait pas, on finissait hors stock ». Parmi les marques mises en avant, on trouve notamment Cacharel.

### Évolution du statut de la femme
Si le magazine se veut novateur, il n'en reste pas moins soumis à la Commission de surveillance et de contrôle des publications destinées à l'enfance et à l'adolescence, créée par la loi du 16 juillet 1949. Il concilie ainsi l'aspiration des jeunes filles à la liberté, la libéralisation des mœurs, et un mode de vie rangé rassurant pour les parents des lectrices. M.A.T. accompagne le droit des jeunes filles à porter le pantalon (dont le jeans), la minijupe (créée par Mary Quant à Londres et popularisée en France par André Courrèges), les collants (remplaçant les bas) et le maquillage au khôl. Les publicitaires comprennent rapidement l'intérêt de ce nouveau marché et y souscrivent en plaçant leurs marques et de nouveaux produits à destination de la jeunesse dans les pages du magazine.
Dans la foulée de la libération sexuelle de mai 1968, Mademoiselle Âge Tendre est le premier magazine pour les adolescentes à aborder le sujet de la sexualité. La période est en effet propice aux changements (mouvement hippie, loi Neuwirth en 1967, Manifeste des 343 en 1971, combat de Gisèle Halimi en 1972, loi Veil en 1974). Un « cahier sexologie », rédigé par une femme médecin, le docteur Nicole Sentilhes, fait ainsi son apparition dans le magazine en juin 1969, à l'initiative de Guy Abitan, qui pense également à rendre le cahier détachable, « ce qui [lui] donnait un intérêt supplémentaire, dans une époque où la sexualité était encore tabou ». En 1972, M.A.T. fait un reportage sur l'instauration du service militaire féminin.

### Fin deM.A.T.

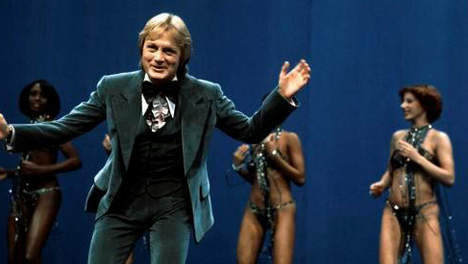
Claude François et les Claudettes, en 1976.

Les années 1970 voient émerger des adolescentes plus politisées, comme le montre le rassemblement de 4 000 puis 8 000 lycéens le 29 novembre 1971 contre la circulaire Guichard. La société de consommation n'est plus la panacée, en raison du mouvement hippie et des difficultés économiques qu'engendre le premier choc pétrolier de 1973. « La jeunesse ne sera plus désormais homogène, et des clivages vont apparaître entre les étudiants et les jeunes travailleurs […]. M.A.T. va bien évidemment traiter de ces sujets, même si la mode et la consommation l'emportent toujours dans ses pages sur la critique de la société. Mais la jeunesse de 1975 n'a plus rien à voir avec la jeunesse de 1965 ». Dix ans après la création du magazine, les jeunes créatrices sont soit parties, soit déconnectées des nouvelles préoccupations de la jeunesse, en ces temps qui voient notamment une multiplication des façons de se vêtir et de manifester ses idées politiques. En outre, la moyenne d'âge du lectorat s'est considérablement abaissée, passant des 15-20 ans aux moins de 16 ans. Des magazines concurrents font leur apparition, dont 20 Ans, Podium (lancé par Claude François) et Stéphanie (425 000 ventes certifiées OJD), créé par Jean-Quentin Gérard et qui propose une mise en page colorée, un langage plus direct et plus proche des adolescentes des années 1970, et, pour la première fois, des cadeaux (tatouages, transferts pour T-shirts, maquillage, etc.)[réf. nécessaire].
Mlle Âge Tendre opère donc une mutation, consciente « du phénomène d'usure du lectorat et du vieillissement des idoles yé-yés ». Le magazine devient mixte en changeant son nom en Âge Tendre pour traiter de sujets concernant les deux sexes. Les idoles yé-yés cohabitent désormais avec les vedettes du rock (Mick Jagger, Michel Polnareff) et du disco (Donna Summer). Mais le magazine n'est plus, comme le stipulait à son origine une bande sous le titre, « dans le vent ». M.A.T. reprend un temps son nom original puis disparaît, laissant place à OK Âge Tendre, qui devient ensuite OK Podium. C'est également le début d'une scission journalistique entre les magazines pour adolescentes traitant de musique et ceux consacrés à la mode.

## Rubriques récurrentes

### Sur les vedettes
« On les a rencontrés » était un reportage sur une personnalité ou un groupe de personnalités. En mars 1974, lors de la refonte de la maquette du journal, la rubrique devient « Michel Sardou les a rencontré ».
« Les chouchous de Mademoiselle Âge Tendre » permettait à une personnalité ou un mannequin de présenter un vêtement. Dans « Ma mère et moi », une vedette présentait sa mère : par exemple Françoise Hardy : « Elle était et elle reste ma meilleure amie. Si j'avais un gros ennui, c'est vers elle et personne d'autre que je me tournais. ». Dans « Qui es-tu… », on[style à revoir] présentait une nouvelle vedette à la mode : on pourra citer[style à revoir] Leslie Bogart ou Marc Hamilton.

### Sur la mode et la beauté
« Belles, belles, belles » était une rubrique où Anne-Marie Périer prodiguait des conseils de beauté.
La « Gymnastique décomposée » invitait les lectrices à entretenir leur corps. Parfois, c'était aux lectrices de proposer leurs techniques de gymnastique. De nouvelles tendances étaient également présentées, telles que le yoga.
La page « Je cherche » permettait aux lectrices de voir des annonces d'achat et de vente de vêtements.

### Les nouvelles
Chaque mois, Anne Braillard (qui s'occupait également du courrier des lectrices et était chargée ici d'obtenir les droits de publications) proposait aux lectrices trois nouvelles, piochées autant parmi des classiques que dans la littérature contemporaine (notamment Roland Topor ou la science-fiction). Par exemple, dans le no 41 de mars 1968 sont proposées Le Cabinet de débarras de Saki, Le Duc de Portland, de Villiers de l'Isle-Adam et L'Ours de Jacques Serguine. Dans le no 75 de février 1971 sont proposées Clafoutie au pays des étoiles de Claudine Vernier-Pallez, Ces garçons d'ailleurs, de Yves et Ada Rémy et La Médaille d'argent de Christian Giudicelli.

### Autres
Il y avait également des tests, l'horoscope (« M.A.T. Astrorama »), un courrier des lectrices (intitulé « Chère Anne » puis « Cher Daniel », la rubrique étant d'abord dirigée par Anne Braillard, qui n'a que seize ans lorsqu'elle intègre le journal), une page musique (le « Juke-Box », un classement de vingt chansons françaises et internationales), une page de débat entre des lectrices (avec leurs photographies) ou des vedettes (« Les cheveux longs des garçons : pour ou contre ? » demandé à Sylvie Vartan, Marianne Faithfull, Gillian Hills et Chantal Goya). À la fin du magazine était présentée la une du pendant masculin de Mademoiselle Âge Tendre, Salut les copains.
Étaient également présentées les boutiques Mademoiselle Âge Tendre ou les tournées musicales Mademoiselle Âge Tendre. On[style à revoir] présentait aussi parfois les modes de vie d'adolescentes d'autres pays. À l'intérieur du magazine se trouvent de surcroît des patrons pour concevoir des vêtements ou des accessoires de couture ainsi que des recettes de cuisine présentées autant par des personnalités féminines que masculines,  et des conseils de coiffure.

## Collection littéraire
En 1969, profitant du succès du magazine, Daniel Filipacchi, associé aux éditions Odege, crée une collection Mlle age tendre (graphie en minuscule), dirigée par Anne Braillard. Une première série de vingt-quatre titres paraît jusqu'en 1971 avec des auteurs comme Roland Topor et Jean Mabire (sous pseudonymes), Didier Decoin ou Jacques Serguine . En 1972, la collection est relancée par les Éditions Filipacchi sous le nom de Mlle age tendre-salut les copains. Elle est interrompue au bout de huit titres.

### CollectionMlleage tendre
- Viva Patricia, Betty Peyre-Longue, 1969
- Ces diables d'anges, Bernard Eschasseriaux, 1969
- Sophie s'affole, Jacques Serguine, 1969
- Un amour de téléphone, Élisabeth Nerval (Roland Topor), 1969
- Le remonte-cœur, Anne Andreu, 1970
- Espionnissimo, Betty Peyre-Longue, 1970
- Rose rouge pour Agathe, Claude Brulé, 1970
- Il suffit d'un nuage, Didier Decoin, 1970
- Pop Rose, Maud Morel (Roland Topor), 1970
- Quel voyage!, Marie-Louise Fischer, 1970
- Un garçon impossible, Anita Pereire, 1970
- L'idole a disparu, Didier Brument (Jean Mabire), 1970
- X comme Xavier, Thomas Csillag, 1970
- Agathe chérie, Claude Brulé, 1970
- Un amour à l'américaine, Didier Decoin, 1970
- Blue, Thomas Csillag, 1970
- Cécile-Brésil, Betty Peyre-Longue, 1970
- Chine-Chine, Betty Peyre-Longue, 1971
- Épreuve par neuf, Laurent Taupor (Roland Topor), 1971
- Fugue en Boeing, Betty Peyre-Longue, 1971
- Une hippie de charme, Henri Delpeux, 1971
- Love, love, love, Marion et Sonia Carvel, 1971
- Ohé gitanos!, Bernard Eschasseriaux, 1971
- Oh! Laurent, Gérard Cuvier, 1971

### Hors série
- Éducation sexuelle, Dr Nicole Sentilhes, Éditions Filipacchi, 1970

### CollectionMlleage tendre-salut les copainspuisMAT-SLC
- 1- Anne et la punition, Didier Decoin, 1972
- 2- L'Indien, Jacques Serguine, 1972
- 3- Un amour venu de loin, Bernard Eschasseriaux, 1972
- 4-5- Sam Small prend son vol, Eric Knight, 1972
- 6-7-8- Les derniers jours de Pompéi, Edward Bulwer-Lytton, 1972
- 9-10-11- Le monde pour un dollar, Alain Massin, 1972
- 12-13-14- Le péril bleu, Maurice Renard, 1972
- 15-16-17- Trois voies, recueil de trois nouvelles: Par exemple d'Alain-Yves Beaujour, Paule, Paul , Paul et Virginie de Jan Saint-Amont et Il faut que nous parlions de Michel Vlaney, 1972

## Élection de «Mademoiselle Âge Tendre de l'année»
L'élection de « Mademoiselle Âge Tendre de l'année » (« M.A.T. de l'année ») avait lieu en mai, parmi un panel de filles représentant une région. Il représentait réellement pour les jeunes filles de l'époque un pendant adolescent de l'élection de Miss France. Elles avaient droit le mois suivant à un reportage ainsi qu'à un voyage à New York. La gagnante se voyait également offrir une importante somme de cadeaux : « voiture, poste de télévision, livres et disques de son choix, bicyclette de grand luxe, scooter, électrophone, radio à transistors, appareil photo, caméra 8 mm, projecteur de cinéma, réfrigérateur, matériel complet pour le camping, montre de grande qualité, savons, shampoings, sels de bain, trousse de maquillage et tout le nécessaire de toilette, garde-robe complète avec manteau, imperméable, robe du soir, vêtements d'hiver et d'été, jupes, jupons, pulls, chemisiers, foulards, maillots de bain, pantalons, lingerie fine, paires de chaussures et bijoux ».
Liste des lauréates
- 1965 : Elsa Leroy (Normandie)
- 1966 : Muriel Duclos (Midi)
- 1967 : Sylvie Mouton (Paris)
- 1968 : Sylvie Bourgoin (Angoulême)
- 1969 : Nathalie George (Bretagne)
- 1970 : Hélène Lefort
- 1971 : Véronique Mercier
- 1972 : Ghislaine Roussel
- 1973 : Catherine Mongodin (Île-de-France)
- 1974 : Dominique Goossens

## Dans la fiction
- Masculin féminin, de Jean-Luc Godard avec Chantal Goya et Elsa Leroy, dont certaines scènes sont tournées dans les locaux de la rédaction (1966)[21].

### Magazine
1. ↑  Mademoiselle Âge Tendre, no 50, janvier 1969.
2. 1 2  Mademoiselle Âge Tendre, no 47, octobre 1968.
3. ↑  Mademoiselle Âge Tendre, no 73, décembre 1970.
4. ↑  Mademoiselle Âge Tendre, no 26, décembre 1966.
5. ↑  Mademoiselle Âge Tendre, no 11, septembre 1965.